# Venucia Star

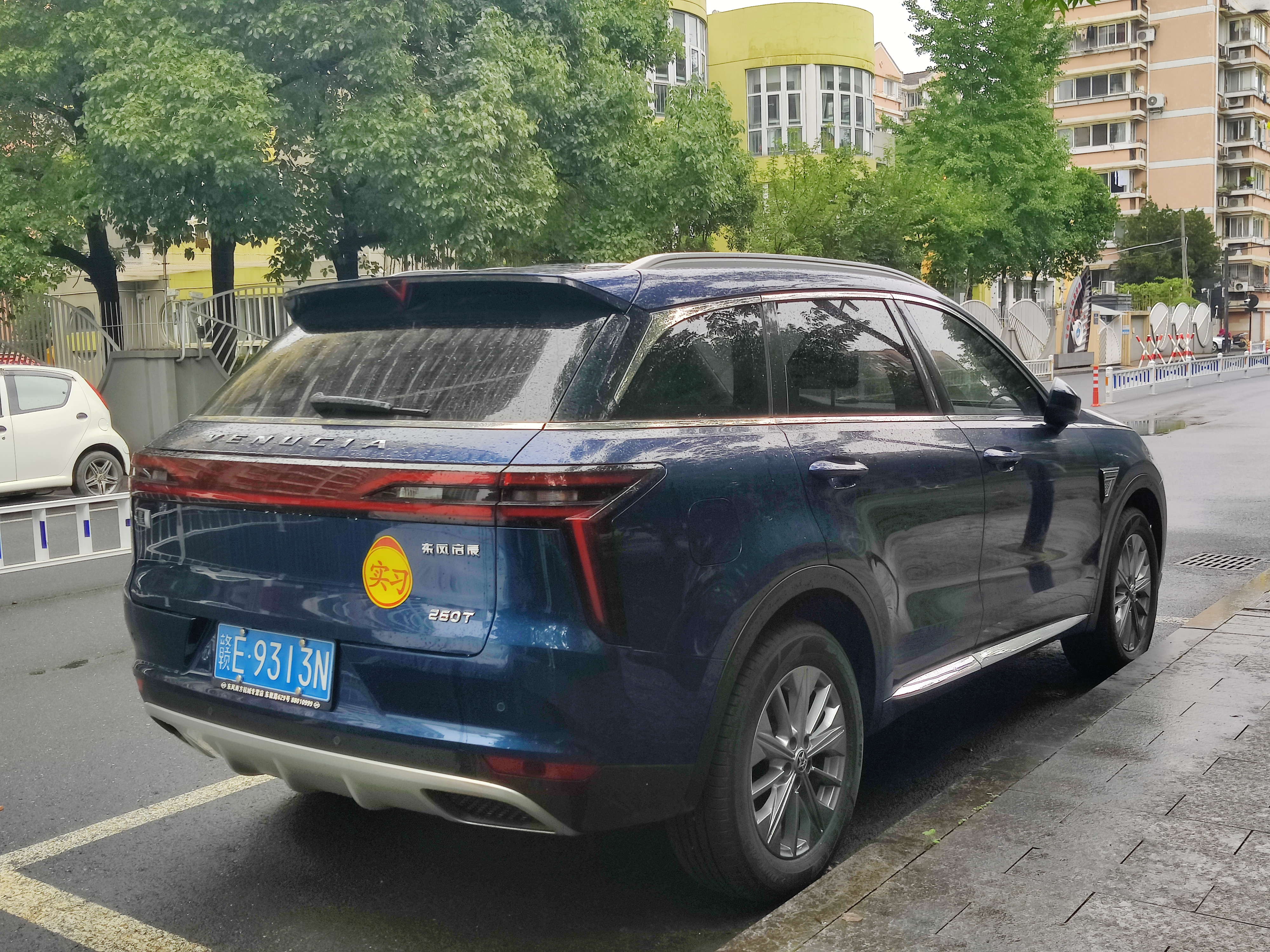
Вид сзади

Venucia Star (на внутреннем рынке Venucia Xing) — компактный кроссовер, выпускаемый подразделением Venucia компании Dongfeng с 2020 года.

## История
Venucia Xing был представлен на автосалоне в Гуанчжоу в ноябре 2019 года. С апреля 2020 года автомобиль продаётся на рынке материкового Китая.

## Технические характеристики
Xing оснащён 1,5-литровым бензиновым турбодвигателем мощностью 140 кВт (187 л. с.). За дополнительную плату устанавливается 48-вольтовая электрическая система. Заявленная максимальная скорость 190 км/ч.